# Dan Simmons
Dan Simmons (ur. 4 kwietnia 1948 w Peoria w stanie Illinois) – amerykański pisarz science fiction i fantasy. Laureat wielu nagród i wyróżnień (m.in. Nagrody Hugo i Nagrody Locusa w 1990 r. za powieść Hyperion).

## Życiorys
Stopnie zawodowe zdobywał w Wabash College – licencjat oraz na Uniwersytecie Waszyngtona w Saint Louis – stopień magistra w dziedzinie pedagogiki. Od tego czasu, czyli roku 1971, przez kolejne 18 lat pracował jako nauczyciel w szkole podstawowej.
Simmons należy do nielicznego grona pisarzy, którzy nie trzymają się jednego ściśle określonego nurtu literackiego, lecz z równą swobodą piszą zarówno książki science fiction, horrory, fantasy, kryminały, jak i powieści historyczne.
Jego książki zostały opublikowane w 29 krajach.
Jako pisarz zadebiutował w roku 1982 na łamach „Twilight Zone Magazine” opowiadaniem Pod prąd Styksu (The River Styx Runs Upstream), które wygrało z 7 tysiącami innych prac. Debiut powieściowy przyszedł kilka lat później wraz z opublikowaniem Pieśni bogini Kali w roku 1985, która zdobyła Nagrodę World Fantasy.

### CyklHyperion
- Dylogia Hyperion
  - Hyperion (Hyperion, 1989)
  - Zagłada Hyperiona (lub Upadek Hyperiona) (The Fall of Hyperion, 1990)
- Dylogia Endymion
  - Endymion (Endymion, 1995)
  - Triumf Endymiona (The Rise of Endymion, 1997)

### DylogiaIlion/Olimp
- Ilion (Ilium, 2003)
- Olimp(inne języki) (Olympos, 2005)

### Joe Kurtz
- Hardcase (2001)
- Hard Freeze (2002)
- Hard as Nails (2003)

### Pozostałe książki
- Pieśń bogini Kali(inne języki) (Song of Kali, 1985)
- Trupia otucha(inne języki) (Carrion Comfort, 1989)
- Fazy grawitacji(inne języki) (Phases of Gravity, 1989)
- Banished Dreams (1990) (chapbook)
- Entropy's Bed at Midnight (1990) (chapbook)
- Letnia noc (Summer of Night, 1991)
- Children of the Night (1992)
- Wydrążony człowiek(inne języki) (The Hollow Man, 1992)
- Eden w ogniu(inne języki) (Fires of Eden, 1994)
- Fabryka kanciarzy(inne języki) (The Crook Factory, 1999)
- Ostrze Darwina(inne języki) (Darwin’s Blade, 2000)
- A Winter Haunting (2002)
- Terror(inne języki) (The Terror, 2007)
- Muza ognia (Muse of Fire, 2008)
- Drood (Drood, 2009)
- Black Hills (2010)
- Flashback (2011)
- Abominacja (The Abominable, 2013, wyd. pol. 2020)
- Piąty kier (The Fifth Heart, 2015, wyd. pol. 2023[1])
- Omega Canyon (zapowiedź)

### Inne
- Going After The Rubber Chicken: Three Guest of Honor Speeches (1991)
- Far Horizons: Orphans of the Helix (1999) – opowiadanie Sieroty z Helisy nawiązuje tematycznie do cyklu Hyperion, w Polsce ukazało się w 4 numerze czasopisma Fenix w 2000 roku (numer 93) oraz w zbiorze opowiadań Dalekie horyzonty pod tytułem Wychodźcy z Helisy.

### Zbiory opowiadań
- Prayers to Broken Stones (1990)
- Summer Sketches (1992)
- Lovedeath (1993)
- Worlds Enough & Time: Five Tales of Speculative Fiction (2002)